# Собещанский, Францишек Максимилиан
Францишек Максимилиан Собещанский (пол. Franciszek Maksymilian Sobieszczański; 1814—1878) — польский археолог, краевед, библиотекарь

, публицист, искусствовед, издатель, редактор и цензор.

## Биография
Францишек Максимилиан Собещанский родился 10 октября 1814 года в городке Быхава, Люблинской губернии Царства Польского. В 1821 году Собещанский переселился вместе с своими родителями на Волынь и там получил образование, а в 1831 году он отправился в Галицию и до 1835 года был библиотекарем богатой ценными книгами и рукописями библиотеки графов Тарновских. Он первый составил каталог этой библиотеки, а также ездил с библиографическими целями по Галиции и в Вену. 
В 1836 году Ф. М. Собещанский работал при типографии и редакции «Kwartalnika Naukowego» в Кракове, откуда в 1837 году отправился в заграничное путешествие. Он побывал в Германии, Бельгии, Франции и Англии, уделяя наибольшее количество времени столицам и университетским городам, в которых слушал лекции по истории и археологии у известных европейских профессоров. 
В 1840 году Францишек Максимилиан Собещанский приехал в столицу Польши и некоторое время давал частные уроки, а также сотрудничал в варшавских периодических печатных изданиях; в 1846 году он был, кроме того, редактором журнала «Kmiotek». В том же 1846 году он поступил на службу в Главную варшавскую библиотеку. 
С 1852 года Собещанский Ф. М. был членом цензурного комитета Варшавы, с 1854 года — старшим цензором, а с 1861 года — председателем Варшавского цензурного комитета и заведующим редакцией «Варшавского дневника». 
Оставив в 1863 году государственную службу, Собещанский сделался одним из редакторов «Encyklopedyi Powszechéj» Самуэля Оргельбранда, в которой взял на себя отдел географии, археологии и библиографии, а также сотрудником «Tygodnik Ilustrowany». Помимо этого, в течение многих лет, Собещанский состоял постоянным сотрудником «Biblioteki Warszawskiéj». 
С 1853 года Францишек Максимилиан Собещанский был членом Императорского Русского географического общества, где преимущественно принимал участие в отделении статистики. Собещанский значительно дополнил «Historyja literatury polskiéj» под редакцией польского краеведа Владислава Кондратовича-Сырокомли. Кроме многочисленных статей в периодических изданиях и в энциклопедиях, Собещанский издал ряд отдельных научных работ. . 
Францишек Максимилиан Собещанский умер 3 июня 1878 года в городе Варшаве.
По смерти Собещанского остался приготовленный к печати труд под заглавием: «Opis Warszawy».